# Ivan Novolodskii
Ivan Novolodskii, né le 4 juin 2002,, est un coureur cycliste russe.

## Biographie
En 2019, Ivan Novolodskii se classe deuxième du championnat d'Europe et troisième du championnat du monde de poursuite par équipes juniors (moins de 19 ans). L'année suivante, il obtient de bons résultats sur route lors de courses internationales turques. Il évolue alors dans l'équipe junior de Lokosphinx.
En 2021, il devient champion de Russie et champion d'Europe espoir de poursuite par équipes. Il participe également aux championnats du monde, disputés à Roubaix. Avec la délégation russe, il se classe sixième de la poursuite par équipes et douzième de la poursuite individuelle.
En raison de l'invasion de l'Ukraine par la Russie, il ne peut plus concourir sous les couleurs de son pays natal depuis 2022. Cette mesure le prive de compétitions internationales sur piste. Ivan Novolodskii intègre néanmoins un club catalan, en compagnie de plusieurs de ses compatriotes. Il délaisse alors les vélodromes pour se consacrer aux épreuves sur route. Actif au niveau amateur, il s'impose sur une course régionale en février 2024 à Vinyols i els Arcs, devant quatre coéquipiers. 

## Palmarès sur piste

### Coupe des Nations
- 2021
  - 3e de la poursuite par équipes à Saint-Pétersbourg

### Championnats d'Europe
| Édition / Épreuve        | Poursuite par équipes |
| Gand 2019 (juniors)      | Argent                |
| Apeldoorn 2021 (espoirs) | Or                    |

### Championnats du monde juniors
- Francofrt-sur-l'Oder 2019
  -  Médaillé de bronze de la poursuite par équipes

### Championnats nationaux
- 2020
  - 2e du championnat de Russie de poursuite par équipes
- 2021
  -  Champion de Russie de poursuite par équipes (avec Gleb Syritsa, Lev Gonov et Egor Igoshev)
  - 2e du championnat de Russie de l'omnium
  - 3e du championnat de Russie de poursuite
  - 3e du championnat de Russie de course aux points

## Palmarès sur route
- 2024
  - Trofeu Vinyols